# Dreesch (Grünow)
Dreesch ist ein Ortsteil der Gemeinde Grünow des Amtes Gramzow im Landkreis Uckermark in Brandenburg.

## Geographie
Der Ort liegt drei Kilometer südsüdöstlich von Grünow und sieben Kilometer ostsüdöstlich von Prenzlau. Die Nachbarorte sind Drense im Nordosten, Ausbau Weidendamm im Osten, Falkenwalde und Kleinow im Südosten, Weselitz im Süden, Bietikow und Ewaldshof im Südwesten, Alexanderhof im Westen sowie Grünow im Nordwesten.